# Louis Coenen (1856-1904)
Louis Coenen (Rotterdam, 24 maart 1856 – Amsterdam, 2 januari 1904) was een Nederlands pianist.

## Achtergrond
Hij werd geboren binnen het gezin van musicus Frans Coenen en Anna Maria van El. Zijn grootvader Louis Coenen (1797-1873) was musicus, zijn ooms en tantes waren beroeps- dan wel amateurmusici. Hij was getrouwd met de Luxemburgse Maria Clarisse Vaguener (vanaf 1900) en na haar overlijden met de veel jongere (ze was 18 jaar) Goudse Catharina Anna Leonardina van Lodensteijn (vanaf 1902). Hij overleed op 47-jarige leeftijd, drie weken voor zijn vader. Zijn necrologie in het Nieuws van den Dag werd geschreven door Daniël de Lange.

## Muziek
Zijn muziekopleiding kreeg hij uiteraard eerst van zijn vader en daarna van Joh.H. Sikemeier. Daarna ging hij studeren aan het Conservatorium van Berlijn. Hij kreeg daartoe een studiebijlage (stipendium) van koning Willem III der Nederlanden om er lessen te volgen bij Rudersdorff en Woldemar Bargiel. Naast de studie aldaar bevond hij zich ook in de kringen rondom Franz Liszt in Weimar (Thüringen) en Robert Volkmann in Boedapest. Hij was enige tijd werkzaam in Parijs maar keerde in 1877 terug naar Nederland. Hij werd hofpianist bij de eerdergenoemde koning. Vanaf 1895 was hij werkzaam als hoofddocent piano aan het Amsterdams Conservatorium. 
Hij componeerde zo af en toe ook nog wat. Van hem zijn enkele stukken voor piano (twee- en vierhandig) bekend. Een pianosonate droeg hij op aan zijn vader, een Valse caprice aan de koning, zijn opus 2 een sarabande et intermezzo aan Moritz Moszkowski. Six morceaux pour piano (Préambule, Menuet, Intermezzo, Légende, Petite valse en humoresque) verscheen in 1900 in druk bij de Algemeene Muziekhandel, nadat de componist hersteld was van een langdurige ziekte. 
- Bibliothèque nationale de France: cb157220270 (data)
- Biografisch Portaal: 61648326
- Digitale Bibliotheek voor de Nederlandse Letteren: coen036
- International Standard Name Identifier: 0000 0000 0529 8820
- Library of Congress Control Number: no98124675
- MusicBrainz: b5e6498d-e711-47f8-a496-682b916a5c61
- Nederlandse Thesaurus van Auteursnamen: 069982074
- Virtual International Authority File: 39707044
- WorldCat: E39PBJx8HYGFxPDfgMWThHxYyd